# Religión en Bolivia
La religión en Bolivia se practica en el marco de la libertad de culto garantizada en el artículo 21 de la Constitución Política del Estado (CPE). En marzo de 2009, con la implementación de la nueva CPE, Bolivia pasó a ser un Estado aconfesional o laico. Bajo el artículo n.º 4, garantiza con privilegio a todas las creencias y dogmas religiosas.

Artículo 4. El Estado respeta y garantiza la libertad de religión y de creencias espirituales, de acuerdo con sus cosmovisiones. El Estado es independiente de la religión.

Hay 280 organizaciones religiosas no católicas y más de 200 grupos católicos registrados por el gobierno.
Los menonitas, luteranos, adventistas, bautistas, pentecostales, metodistas, mormones, etc., mantienen una presencia activa de misioneros extranjeros.

## Historia

### Religiones prehispánicas
Dentro del actual territorio boliviano convergieron diversas religiones nativas americanas de cada uno de los pueblos indígenas, cada una con una cosmología y cosmovisión diferentes entre sí. Para los indígenas aimaras, su religiosidad politeísta estaba profundamente conectada a los elementos de la naturaleza, donde se le rendía culto a los dioses o espíritus «guardianes» de las montañas como Mallku y los achachilas, a la Pachamama, quien representa la Madre Tierra y al Amaru, las aguas.

### Bolivia colonial
Con la llegada de los conquistadores españoles al territorio boliviano, comenzó al mismo tiempo el proceso de evangelización católica, al haber sido la única religión oficial del Imperio español. Algunos de los ejemplos más claros de la evangelización de los indígenas por parte de la iglesia católica se dieron en las Misiones jesuitas de Chiquitos, las Misiones jesuíticas de Moxos y las Misiones franciscanas de Apolobamba. Varias de las misiones que fueron fundadas durante la época colonial existen hoy en día como pueblos y localidades.

## Cristianismo

### Iglesia católica
Existe libertad de culto, siendo la religión católica la religión mayoritaria y de mayor influencia en el país de Bolivia.

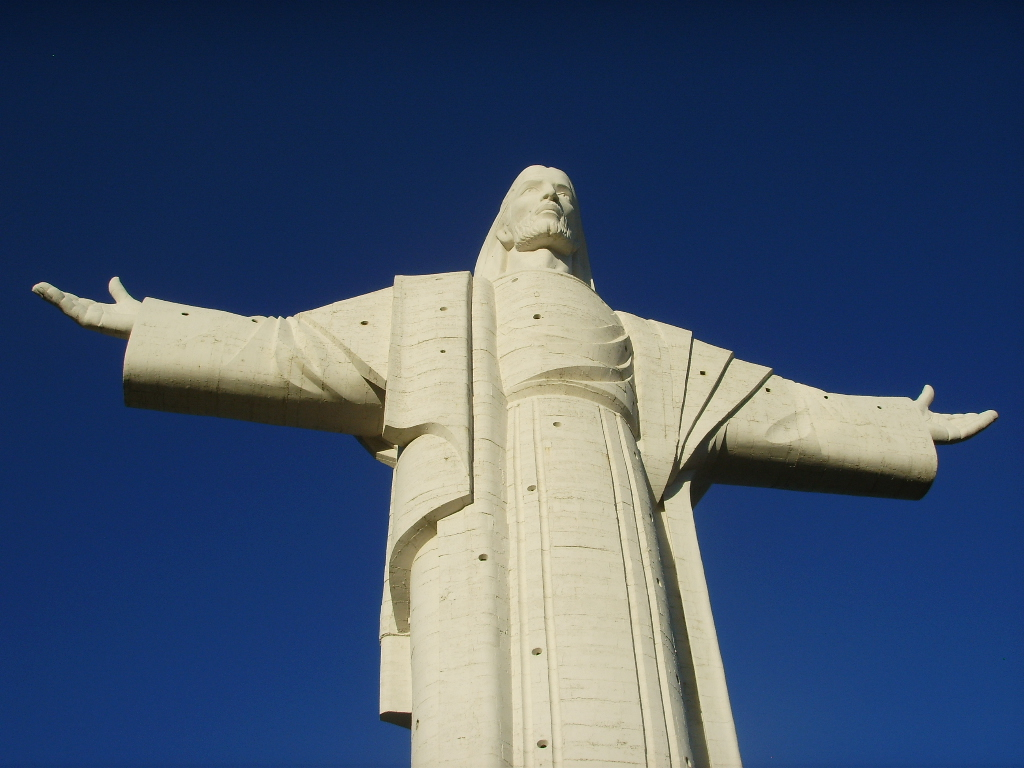
Cristo de la Concordia, enCochabamba.

La Iglesia católica tiene en Bolivia cuatro Arquidiócesis, siete Diócesis, dos Prelaturas y cinco Vicariatos Apostólicos. Entre los más importantes acontecimientos religiosos de las últimas décadas vale mencionar la visita de Juan Pablo II en 1988 y el nombramiento a cardenal de monseñor Julio Terrazas, arzobispo de Santa Cruz.
Cabe mencionar la costumbre de nombrar a un santo como patrón de la ciudad, país o pueblo, para el cual se celebra una fiesta anual en el día de fiesta correspondiente. Bolivia tiene como patrona a la Virgen del Carmen y su fiesta es el 16 de julio y Sucre tiene como patrona a la Virgen de Guadalupe cuya festividad es el 8 de septiembre.

### Iglesia bautista
La Unión Bautista Boliviana tiene sus orígenes en una misión bautista canadiense en 1898 en Oruro. Fue fundado oficialmente en 1936. Según un censo de la denominación publicado en 2023, dijo que tenía 267 iglesias y 50,580 miembros.

## Religiones nativas

Mapa de diócesis y archidiócesis de Bolivia.

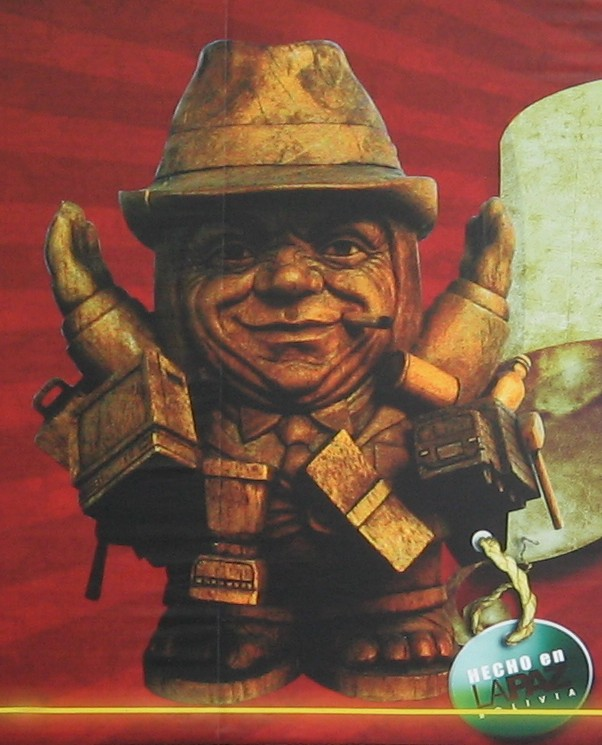
Ekeko, deidad de origen aimara. Feria de Alasitas, La Paz.

Las religiones de los pueblos originarios, por lo general son religiones panteístas y holísticas cuyas formas de ver o racionalidad de las nociones o conceptos del tiempo-espacio (Cosmovisión andina) son totalmente diferentes a las religiones monoteístas de origen judeocristiano, traídas por los conquistadores españoles y luego, por otros grupos migratorios de Europa, quienes impusieron la religión católica a los nativos de América.
Con la llegada de personas esclavizadas provenientes del África subsahariana se conservan también sus costumbres, aunque todo ello se ha ido mezclando junto con el cristianismo, con un mestizaje de culturas y pensamientos entre las europeas y las indígenas.
A este mestizaje es lo que se ha dado en llamar sincretismo, ya que los nombres de los "santos" católicos han ido reemplazando a los nombres de las deidades indígenas originarias; así tenemos por ejemplo, que la Pachamama (literalmente Madre Tierra, Diosa de la tierra y de la fertilidad de los campos) terminó asociada con la imagen de la Virgen María, a quien en fechas de carnaval se debe dar una ofrenda consistente en una "mesa" (compuesta de lanas de colores o blancas, dulces en forma de los objetos que se desea tener y en los que desea ser prosperada la persona y feto de llama). Ejemplos concretos de sincretismo son los cultos a la Pachamama combinados con la adoración de la Virgen de Copacabana, la Virgen de Urkupiña, la Virgen del Socavón o el Señor Jesús del Gran Poder. También se mantiene el ritual de sacrificar un animal para rociar con su sangre la tierra "hambrienta y sedienta" para hacerla más fértil durante el año. Buena parte de la población indígena practica diversas religiones con elementos sincréticos o complementarios con el catolicismo desde las Cosmovisiones y Tradiciones Ancestrales. 
Asimismo, existen regiones aymaras al sur del Lago Titicaca que mantienen una fuerte devoción por el Tata Apóstol Santiago que se combina con tradiciones ancestrales. Otras deidades indígenas son: el Ekeko, dios aimara de la abundancia cuya fiesta se celebra de manera generalizada el 24 de enero en la Feria de Alasitas y Tupá, dios prestigioso del pueblo guaraní.
Estas tradiciones se han mantenido casi sin cambios desde la colonización hasta nuestros días. Hasta hace poco la religión evangélica comenzaba a romper con estos ritos y sincretismos, sin embargo algunas encuestas muestran que desde la asunción al poder de Evo Morales la revalorización de la espiritualidad aimara creció y la cantidad de fieles evangélicos no aumentó significativamente.
La Iglesia católica se ha debilitado en algunas poblaciones indígenas rurales de occidente debido a que no cuenta con recursos económicos suficientes para expandirse. De este modo, los esfuerzos por reemplazar las tradiciones espirituales indígenas con prácticas católicas han resultado infructuosos. En muchas de estas poblaciones, las iglesias cristianas protestantes han ganado terreno sobre el catolicismo. Por su parte, los pueblos indígenas del oriente como los Chiquitos y los Moxos mantienen fuertes vínculos con el catolicismo producto del mestizaje cultural heredado de las misiones jesuíticas del siglo XVII.
Por otra parte, algunos líderes indígenas han buscado desterrar toda forma de cristianismo de sus comunidades para reivindicar sus creencias ancestrales. En 2009, mediante Decreto Supremo, se decidió reconocer el festejo del Año Nuevo Aimara o Wilka Kuti (retorno del sol), fiesta que celebra el inicio de un nuevo ciclo solar con la llegada del solsticio de invierno. Esta celebración se lleva a cabo en las ruinas del complejo Tiwanaku.
La empresa Datosmacro clasificó en su publicación de 2010 a las religiones nativas, relativamente libres de sincretismo, en la categoría de animismo, con una estimación de 1,58%. En el año 2020 la encuesta del Latinobarómetro dio como resultado la existencia del 3,3% de la población total de Bolivia en la categoría de "otras religiones," de las cuales por lo menos el 3,1% pertenecía a las religiones nativas o animistas. Para el año 2022, con base en la encuesta de la empresa Diagnosis se puede establecer que cerca al 8% de la población practica religiones nativas.

## Otras religiones

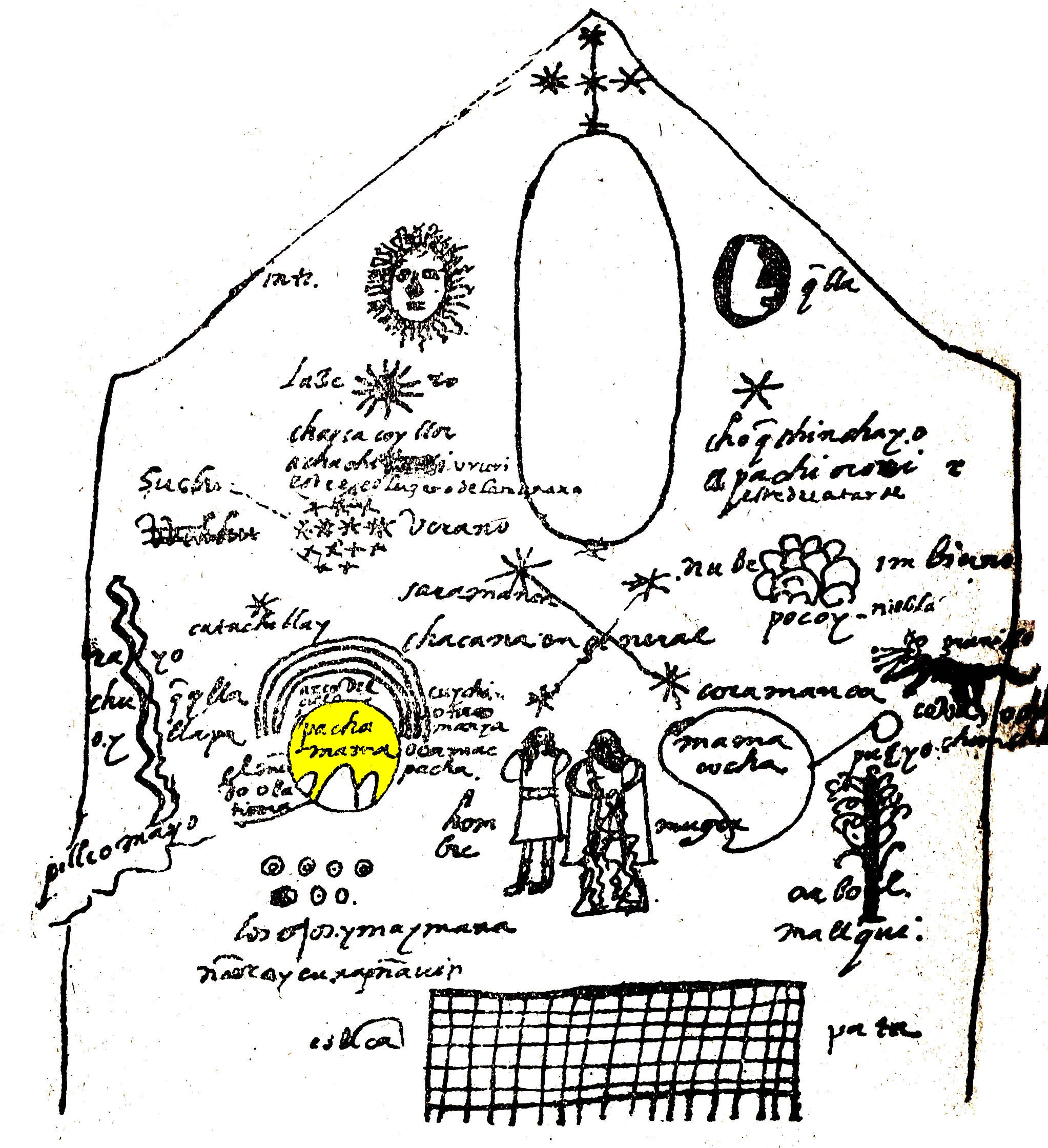
Representación de Pachamama (deidad adorada en el mundo andino en sincretismo con la Virgen María) en la cosmología según Juan de Santa Cruz Pachacuti Yamqui Salcamayhua (1613), según una imagen en el Templo del Sol Qurikancha en Cusco.

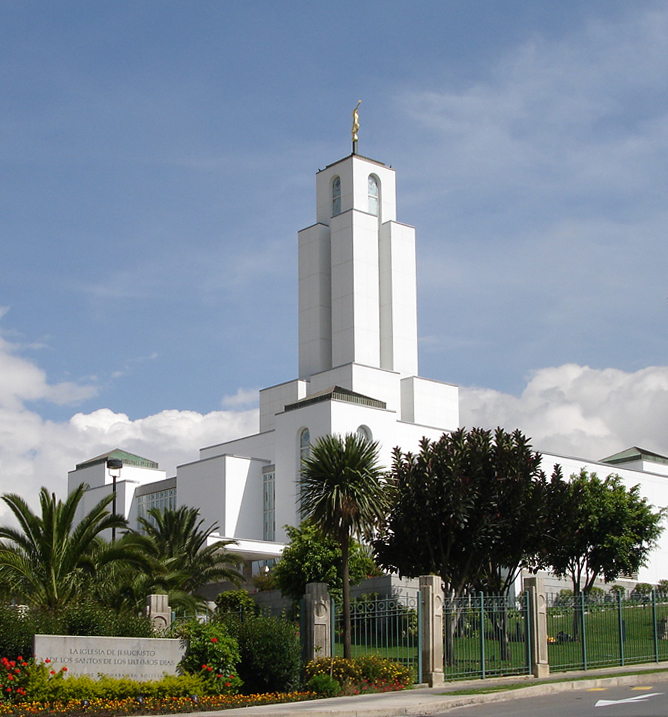
Templo Mormón, Cochabamba.

Hasta hace poco existía un sostenido crecimiento de los protestantes, conocidos como cristianos o evangélicos y Unitarios Universalistas. Sin embargo, existieron y siguen existiendo, religiones de los pueblos originarios tanto en la parte andina y amazónica de Bolivia.
Por otro lado, hay una importante comunidad de la Fe Bahá'í, además de practicantes de religiones como el budismo y el hinduismo, entre grupos budistas del país están practicantes del budismo tibetano como Sakya Rinchen Ling, del budismo Theravada está la institución conocida como Vipassana. En el caso del hinduismo existen 3 grupos diferentes del movimiento Hare Krishna con actividades en La Paz y Cochabamba.
Sin embargo, en los últimos años hubo un apreciable retorno hacia prácticas religiosas de pueblos andinos como el aimara debido a la llegada al poder de Evo Morales y su modelo indigenista. Por otro lado en 2008 Gallup realizó una encuesta preguntando "¿Es importante la religión en su vida?". El 12 % de los bolivianos contestó que "No"". Esto demuestra un importante crecimiento de la gente sin religión en Bolivia.
Una encuesta, realizada entre el 29 y 30 de marzo de 2014, por Captura Consulting en 800 hogares de las 4 ciudades más habitadas de Bolivia (La Paz, El Alto, Cochabamba y Santa Cruz) que cubren casi un tercio de la población del país, dio el siguiente resultado:
| Afiliación         | % de la Población | % de la Población |
| ------------------ | ----------------- | ----------------- |
| Católicos          | 71                | 71                |
| Cristianos         | 14                | 14                |
| Evangélicos        | 7                 | 7                 |
| Ninguna            | 5                 | 5                 |
| Mormones           | 1                 | 1                 |
| Testigos de Jehová | 1                 | 1                 |
| Otros              | 1                 | 1                 |

En la ciudad de La Paz el resultado de la encuesta fue el siguiente:
| Afiliación         | % de la Población | % de la Población |
| ------------------ | ----------------- | ----------------- |
| Católicos          | 67                | 67                |
| Cristianos         | 13                | 13                |
| Evangélicos        | 7                 | 7                 |
| Ninguna            | 9                 | 9                 |
| Mormones           | 1                 | 1                 |
| Testigos de Jehová | 1                 | 1                 |
| Ateos              | 1                 | 1                 |
| Otros              | 1                 | 1                 |

Otras estimaciones sobre creencias en Bolivia son:
- Mormones: están presentes en todo el país. Fuentes de la iglesia mormona estimaban que el número de miembros era de 212.148 personas antes del año 2010. Sin embargo, la encuesta del Latinobarómetro de 2020 indica que son el 0,6% de la población, unos 70,000 practicantes.[11]
- Testigos de Jehová: están extendidos por todo el país. Una estimación anterior indicaba que contaban con más de 10 000 ministros activos y asistíann a sus servicios religiosos más de 65.000 personas. La encuesta Latinobarómetro de 2020 indica que son el 0,4% de la población del país, aproximadamente 47,000 practicantes.[11]
- Judaísmo: La comunidad judía se concentra principalmente en las ciudades de La Paz, Cochabamba, y Santa Cruz de la Sierra, habiendo presencia menor en otras localidades del país. La comunidad cuenta con sinagogas en las tres ciudades mencionadas y cuenta con aproximadamente 500 miembros en todo el país, lo que la convierte en una de las comunidades judías más pequeñas de América del Sur. La mayoría de los judíos bolivianos son asquenazíes. Asimismo, a diferencia de otros grupos religiosos en Bolivia, la comunidad judía va disminuyendo año a año, debido al envejecimiento de la misma y a su alta tasa de emigración.[12] Sin embargo, la comunidad noájida tiene un alto crecimiento principalmente en Santa Cruz y La Paz.[13]
- Comunidad islámica: constituido por migrantes de medio oriente y bolivianos conversos, quienes están presentes en La Paz, Santa Cruz de la Sierra y Cochabamba; cuentan con mezquitas y centros culturales que también sirven de mezquitas. La mayoría de los musulmanes bolivianos son sunitas, existiendo también chiitas y ahmadíes.[14]Hasta 2015 existía un estimado de 3000 musulmanes viviendo en Bolivia.[15]
- Comunidad asiática: los inmigrantes coreanos establecen su iglesia en La Paz. La mayoría de los inmigrantes coreanos, chinos y japoneses se han establecido en Santa Cruz de la Sierra, donde hay una universidad, fundada por inmigrantes coreanos de la secta Moon, con vínculos evangélicos presbiterianos.
- Wicca: una religión relativamente nueva en Bolivia, pero de rápido crecimiento, en especial entre los jóvenes, que inculca respeto por todos los seres vivos.
- Otras comunidades religiosas: budistas y sintoístas, así como una importante comunidad bahaí a lo largo de todo el país. La proporción de budistas fue de 0,04%, alrededor de 4.000 practicantes, en el año 2010.[7]
- Sin religión: la encuestadora Diagnosis registró que alrededor del 13% de la población pertenece a esta comunidad de no afiliados en el año 2022, alrededor de 1,300,000 personas.[9]